# Demochroa
Demochroa es un género de escarabajos de la familia Buprestidae.

## Especies
- Demochroa detanii Kurosawa, 1983
- Demochroa gratiosa Deyrolle, 1864
- Demochroa hashimotoi Kurosawa, 1991
- Demochroa kiyoshii Endo, 1993
- Demochroa lacordairei Thomson, 1859
- Demochroa masukoae Endo, 1993